# Bulbophyllum sopoetanense
Bulbophyllum sopoetanense là một loài phong lan thuộc chi Bulbophyllum.